# 가미미조정
가미미조정(일본어: 上溝町)은 1926년 1월 1일부터 1941년 4월 29일까지 존재했던 일본 가나가와현 고자군의 정이다. 현재의 사가미하라시 주오구의 일부에 해당한다.

## 역사
- 1889년 4월 1일 - 정촌제 시행에 의해 가미미조촌이 성립하였다.
- 1926년 1월 1일 - 정으로 승격해 가미미조정이 되었다.
- 1941년 4월 29일 - 아사미조촌, 아라이소촌, 아이하라촌, 오노촌, 오사와촌, 사마정, 다나촌과 합병해, 사가미하라정이 성립하여, 동일 가미미조정은 폐지되었다.

## 참고 문헌
- 角川日本地名大辞典編纂委員会,『角川日本地名大辞典 神奈川県』1984, 角川書店
- 相模原市史